# Kostel svatého Ondřeje (Teixido)

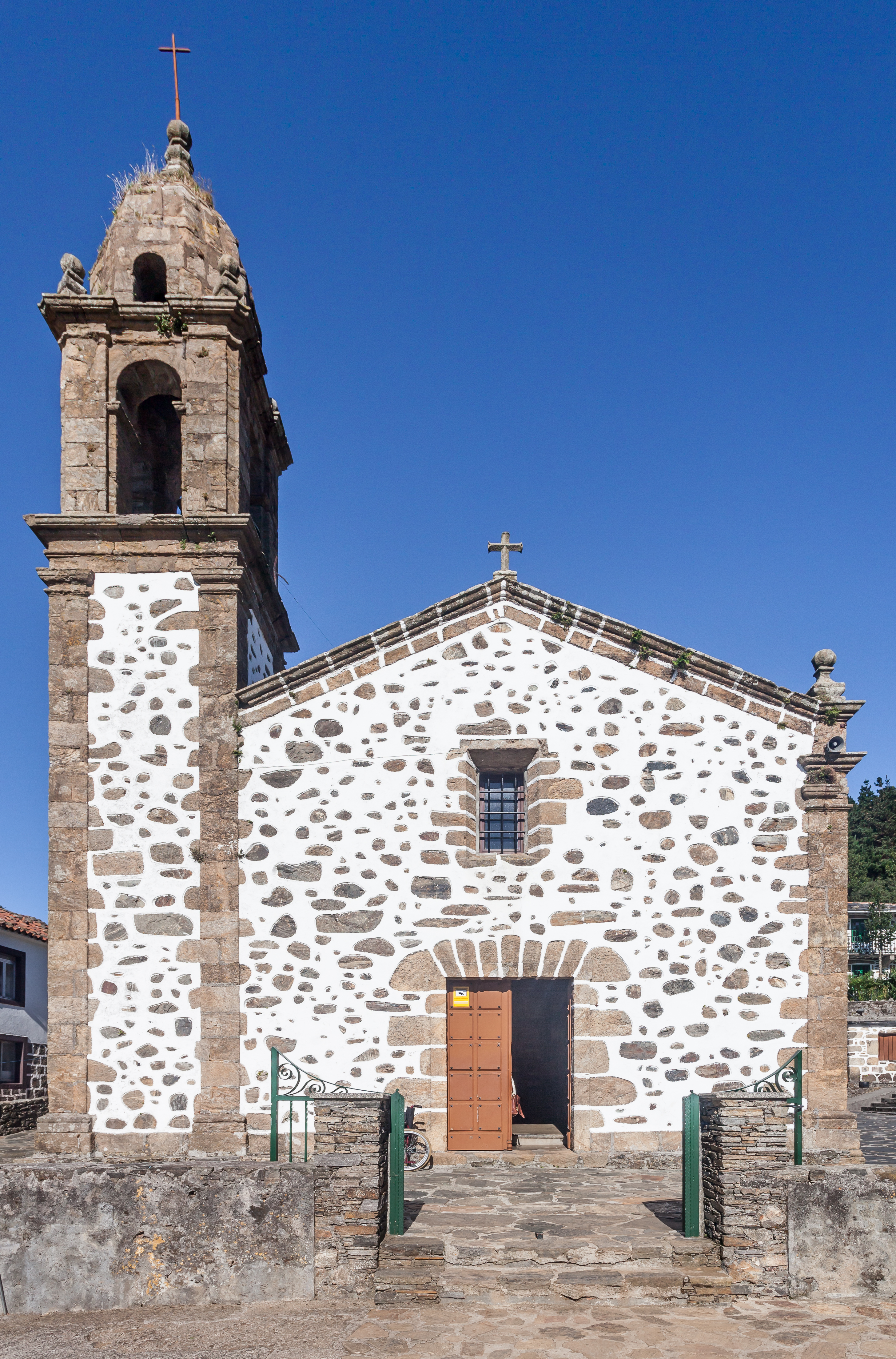
Kostel svatého Ondřeje, Teixido

Kostel svatého Ondřeje (Santuario de Santo André de Teixido) byl postaven blízko mořských útesů v Teixido, které se nachází v severní Galicii. Jedná se o známé poutní místo.

## Historie
Výstavba kostela se datuje do doby budování kláštera, jehož existence pod patronátem rodu Travů je doložena v XII. století. V roce 1196 přešel do správy Maltézského řádu, který měl své centrum v Portomarínu. Později místo vlastnil rod Andrade de San Sadurniño a toto dvojí „vlastnictví“ vedlo k množství konfliktů.
V roce 1665 byl přestavěn presbytář, roku 1781 věž, zároveň proběhla úprava fasády a následně v roce 1785 byla přestavěna loď.
V roce 1970 byly objeveny nástěnné malby, které znázorňují utrpení svatého Ondřeje.

## Popis
Jedná se o jednolodní stavbu s presbytářem s rovným závěrem a s věží v západním průčelí.
Střecha lodi, sakristie i presbytáře je po obvodu zdobena drobnými kamennými jehlanci.

### Exteriér

#### Presbytář
- Zvýšený presbytář na čtvercovém půdoryse je vestavěný do obdélné lodi.
- V severním průčelí je obdélné okno.
- V severovýchodním nároží je torzo kamenného opěrného pilíře.
- Ve východním průčelí je dle dostupné fotodokumentace viditelný otvor naznačující střílnovou štěrbinu.
- Na jihu k presbytáři přiléhá sakristie bez oken, s obdélným vstupním portálem zasazeným do jižního průčelí. Nad portálem je obdélný větrací otvor.
- Presbytář je na východě v současnosti ohraničen vyvýšenou kamennou komunikací vedoucí pod úrovní oken.

#### Loď

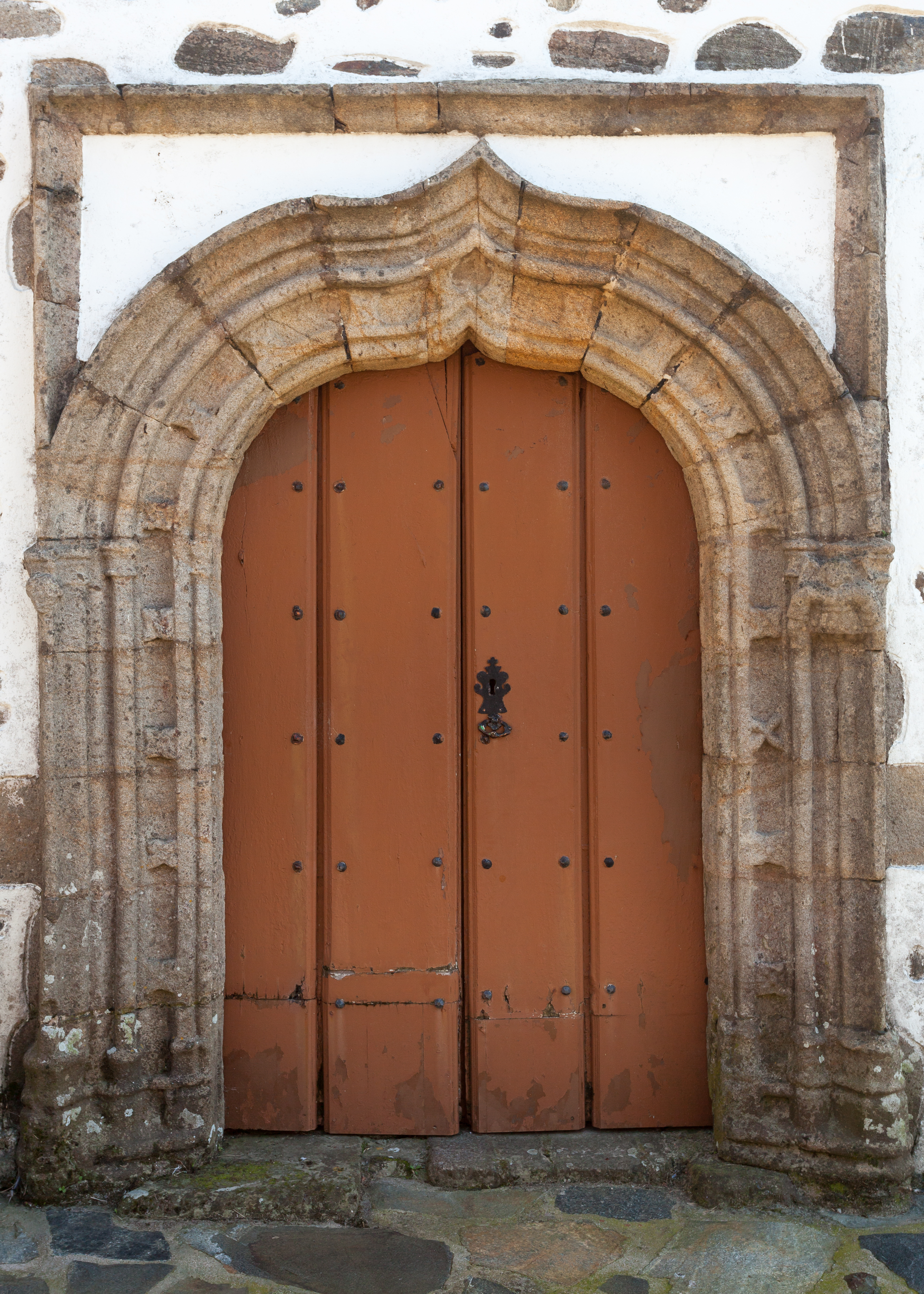
Pozdněgotický portál

- V jižní stěně jsou dvě obdélná okna s jednoduchým kamenným ostěním a jednoduchý obdélný kamenný portál. Korunní římsa je rovněž jednoduše profilovaná.
- Západnímu průčelí dominuje v severním nároží vybudovaná věž s otevřeným zvonovým patrem. Nad obdélným jednoduchým vstupním portálem je obdélné okno s jednoduchou špaletou. Dekorativně je provedeno nároží v podobě pilastru zakončeného vázou kulovitého tvaru. Drobným zdobným prvkem je kamenný kříž na střeše.
- V severním průčelí je dochovaný gotický portál s obloukem ve tvaru oslího hřbetu. V jemné profilaci portálu jsou viditelné drobné rozetky vložené do výžlabků, pruty jsou zdobeny drobounkými hlavicemi.

#### Věž
- Nároží jsou zdůrazněna pilastry, zvonové patro s půlkruhově ukončenými otvory je odděleno římsami a zdobeno v nárožích rovněž pilastry. Věž je kryta barokní kupolkou s křížem.

### Interiér
Dominujícím prvkem prostého interiéru jsou tmavé trámy podpírající fošnový strop prosvítající pod bílou omítkou. Mezi nejstarší části kostela patří lomený vítězný oblouk, který je zdůrazněný opracovanými neomítnutými kvádry, stejně jako portál a okna.
Klenbu presbytáře tvoří jedno pole křížové klenby.

#### Oltáře
- Barokní oltář svatého Ondřeje
- Oltář Ukřižování Ježíše Krista

## Pověst o vzniku kostela
Lidové pověsti vysvětlují počátky poutního místa a kostela spojené se svatým Ondřejem společně takto: Svatý Ondřej se dostal do těchto geografických oblastí v Galícii. Poté jsou dvě varianty lidové legendy – dle jedné si svatý Ondřej stěžoval Kristu, že se nikomu nebude chtít dělat pouť na tak vzdálené a vysoko položené místo, a ten mu odpověděl: Zůstaň tady svatý Ondřeji, kde tě budou chtít vidět všichni, mrtví nebo živí. Dle druhé verze se srovnával svatý Ondřej se svým druhem, apoštolem svatým Jakubem, který má velký chrám, vyhlášenou poutní cestu a tisíce poutníků. Také v tomto případě mu Ježíš Kristus slíbil napravit domnělou urážku místem: que han de ir de mortos os que non foron de vivos.
Místo však bylo spojeno již s pohanskými kulty v době železné.
První písemně doložená pouť k svatému Ondřejovi v Teixidu proběhla v roce 1391.

## Chléb svatého Ondřeje
Z chlebové mouky si poutníci vytvářejí „Ondrášky“ – figurky, které reprezentují pouť (na Pyrenejském poloostrově se pro pouť používá termín Romario – odvozené od Říma)
Původně se pekly 3 figurky – muž, žena a holubice. Dnes je jich 5 a měly by přinášet tuto ochranu:
- svatý: ochrana zdraví, fyzického i mentálního a také dobrého soužití
- ruka: ochrana lásky, přátelství a dobrých druhů či přátel
- ryba: ochrana práce a obživy
- myšlenka: ochrana studia, zkoušek
- loď: ochrana cest, domu a obchodu

## Další místa a součásti poutě k sv. Ondřeji Teixidskému
- písně k svatému Ondřejovi
- pramen svatého Ondřeje
- větve
- kameny značící Svatoondřejskou cestu

## Galerie

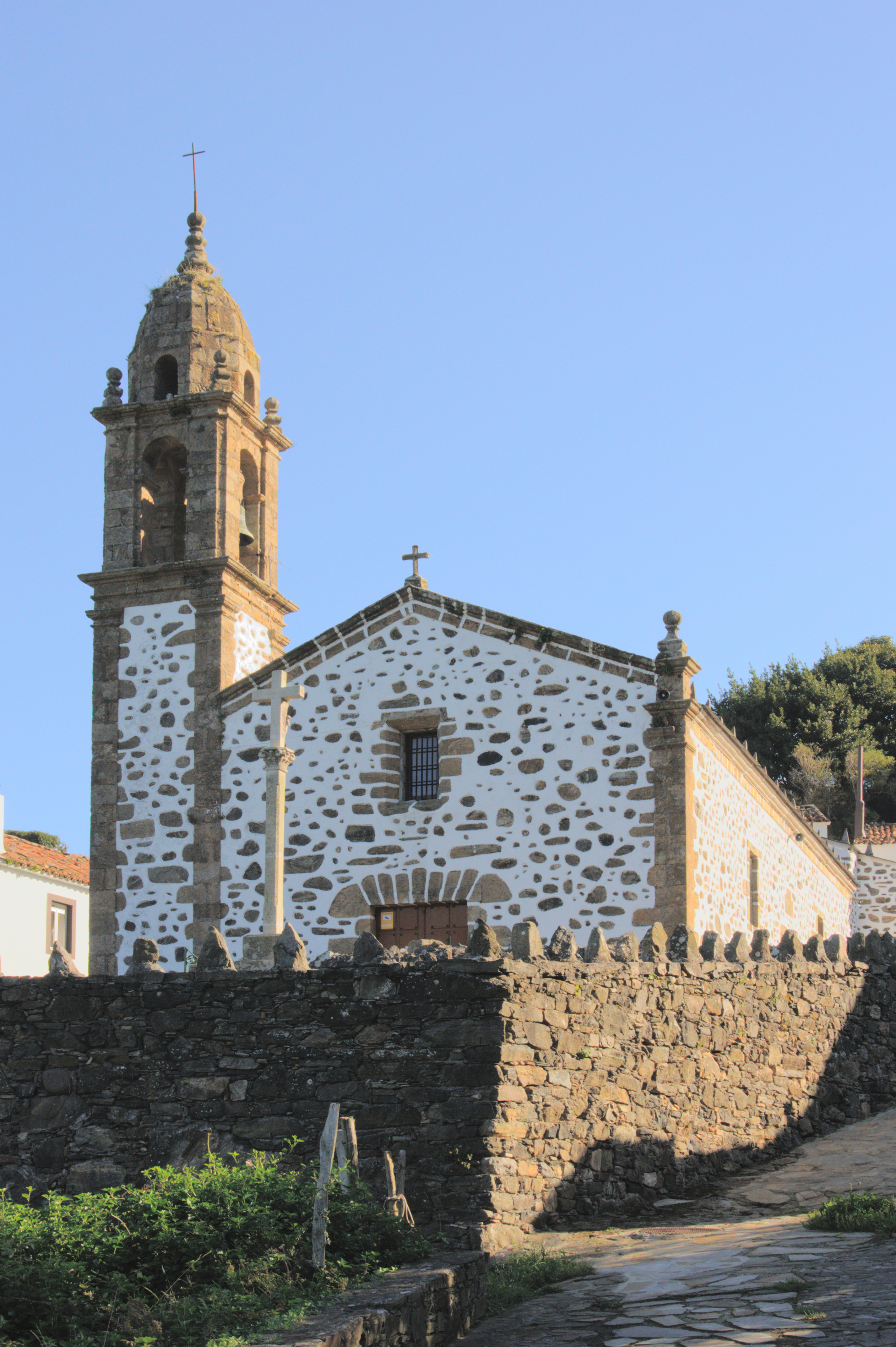
Kostel San Andrés de Teixido
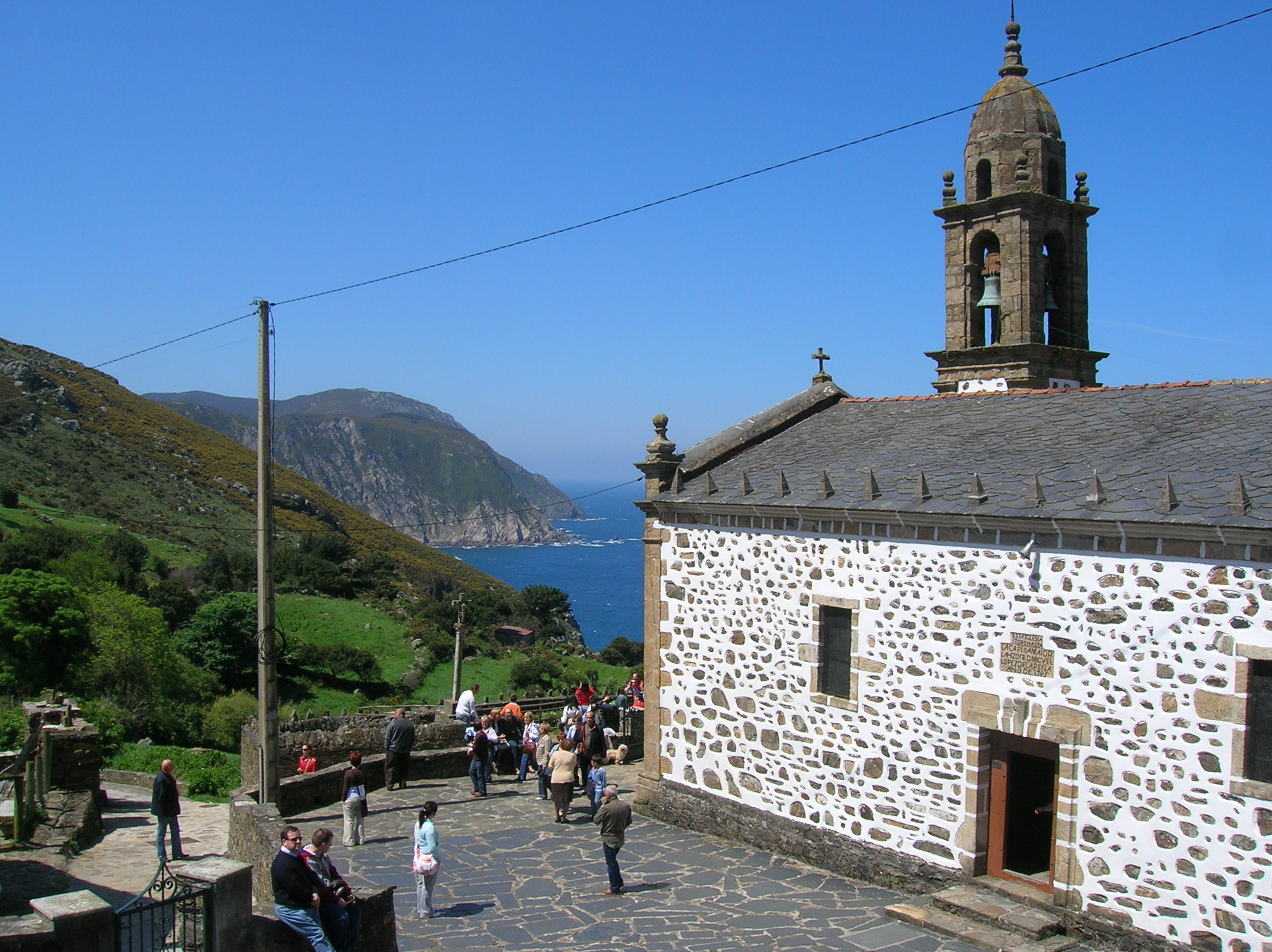
Kostel San Andrés de Teixido
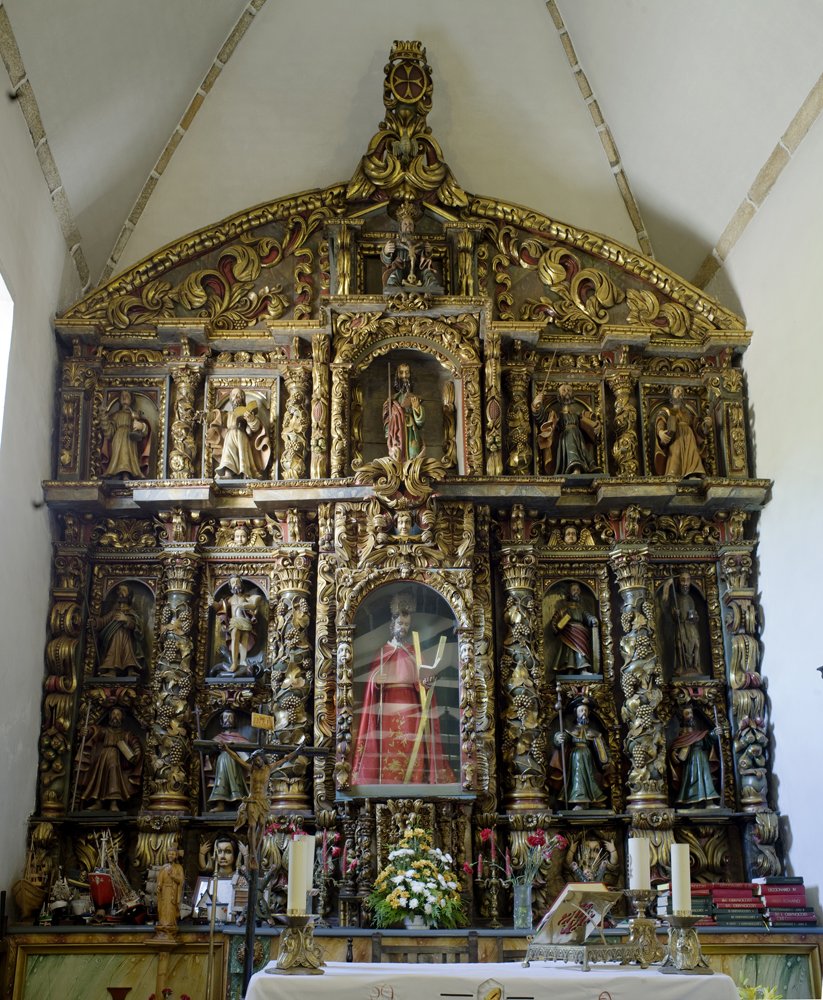
Barokní oltář
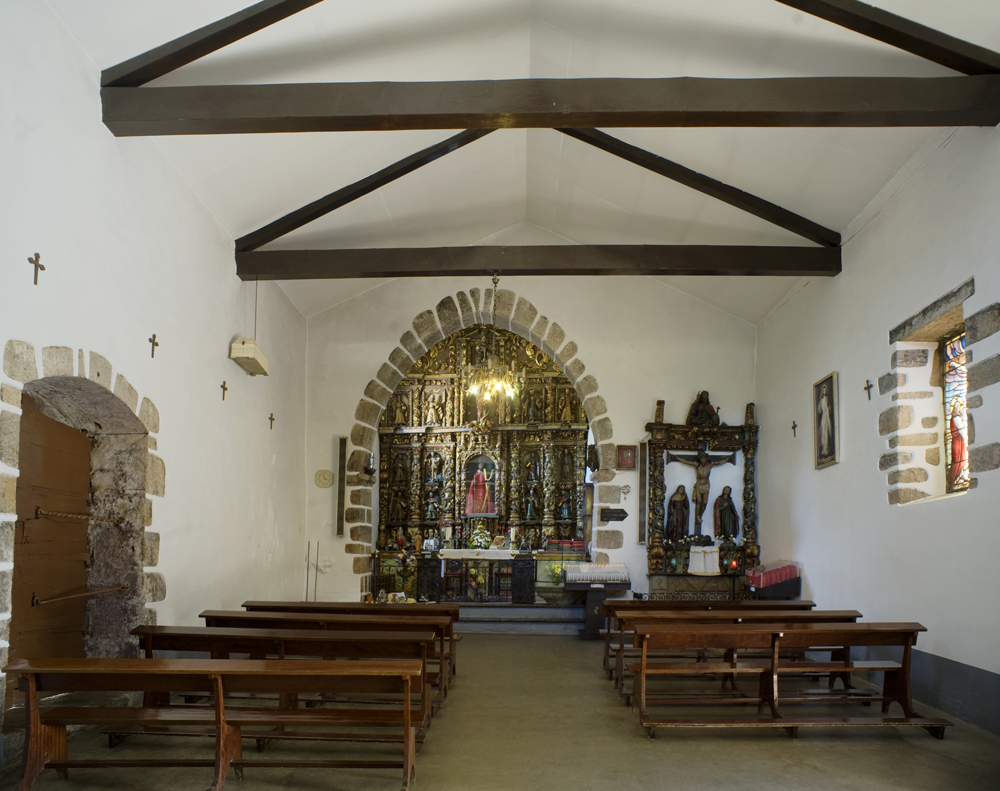
Interiér kostela